# NGC 1687
NGC 1687 est une galaxie spirale intermédiaire (barrée ?) située dans la constellation du Burin. NGC 1687 a été découverte par l'astronome britannique John Herschel en 1836.

## Caractéristiques
Sa vitesse par rapport au fond diffus cosmologique est de 5 486 ± 9 km/s, ce qui correspond à une distance de Hubble de 80,9 ± 5,7 Mpc (∼264 millions d'al).
À ce jour, trois mesures non basées sur le décalage vers le rouge (redshift) donnent une distance de 63,333 ± 3,900 Mpc (∼207 millions d'al), ce qui est à l'extérieur des valeurs de la distance de Hubble. Notons cependant que c'est avec la valeur moyenne des mesures indépendantes, lorsqu'elles existent, que la base de données NASA/IPAC calcule le diamètre d'une galaxie et qu'en conséquence le diamètre de NGC 1687 pourrait être d'environ 36,6 kpc (∼119 000 al) si on utilisait la distance de Hubble pour le calculer.
La classe de luminosité de NGC 1687 est I-II et elle présente une large raie HI. Elle renferme également des régions d'hydrogène ionisé.